# Raul Águas
Raul António Águas (Lobito, 12 gennaio 1949) è un allenatore di calcio ed ex calciatore portoghese, di ruolo attaccante.

## Biografia
Anche suo zio José Águas e suo cugino Rui Águas sono stati calciatori.

## Carriera

### Giocatore
Ha militato in varie squadre di massima serie portoghese, quali Benfica, Académica, Tomar e Portimonense.

### Allenatore
Ha allenato in prima persona dal 1984 al 1996 e nel periodo 1998-1999. In seguito ha assunto il ruolo di assistente.

## Palmarès

### Giocatore

#### Competizioni nazionali
- Campionato portoghese: 2

Benfica: 1968-1969, 1970-1971
- Coppa del Portogallo: 2

Benfica: 1968-1969, 1969-1970